# Objetivismo (Ayn Rand)
Objetivismo (AO 1945: Objectivismo) é a filosofia identificada pela autora e filósofa russa-americana Ayn Rand. Rand originalmente expressou suas ideias filosóficas em romances Quem é John Galt? (conhecido também por "A Revolta de Atlas"), A Nascente e livros de não-ficção como Capitalismo: O Ideal Desconhecido, A Virtude do Egoísmo, entre outros. Leonard Peikoff, um filósofo profissional e herdeiro intelectual designado da Rand, mais tarde, deu-lhe uma estrutura mais formal. Rand descreveu o objetivismo como "o conceito do homem como um ser heroico, com sua própria felicidade como o propósito moral de sua vida, com a realização produtiva como sua atividade mais nobre e a razão como seu único absoluto". Peikoff caracteriza o objetivismo como um "sistema fechado" que não está sujeito a mudanças.
O Objetivismo afirma que a realidade existe independentemente da consciência, que o ser humano tem contato direto com a realidade através dos sentidos, que pode ter conhecimento objetivo pelo processo de formação de conceitos, da lógica dedutiva e indutiva, que o objetivo moral da vida humana é atingir a própria felicidade ou interesse racional, que o único sistema social consistente com esta moralidade é um que respeite os direitos do seres humanos à vida, liberdade, propriedade e busca à felicidade, ou seja, capitalismo laissez-faire, e que a função da arte é transformar as ideias metafísicas mais abstratas, reproduzindo seletivamente a realidade, em forma física.
Os filósofos acadêmicos ignoraram ou rejeitaram a filosofia de Rand. Não obstante, o objetivismo tem sido uma influência significativa entre libertários e conservadores americanos, no Brasil há também uma grande influência no libertarianismo e liberais clássicos. O movimento Objetivista (Objectivist movement), fundado por Rand, tenta difundir suas ideias para o público e em ambientes acadêmicos.

## Filosofia
Rand originalmente expressou suas ideias filosóficas em seus romances, mais notavelmente, A Nascente e A Revolta de Atlas. Ela os elaborou em seus periódicos The Objectivist Newsletter (O Boletim Informativo Objetivista), The Objectivist (O Objetivista) e The Ayn Rand Letter (A Carta de Ayn Rand), e em livros de não-ficção, como Introduction to Objectivist Epistemology (Introdução à Epistemologia Objetivista) e a The Virtue of Selfishness (A Virtude do Egoísmo).
O nome Objetivismo vem do princípio de que o conhecimento e valores humanos são objetivos: eles não são criados pelos pensamentos que alguém tem, mas determinados pela natureza da realidade, para serem descobertos pelo ser humano. Rand disse que escolheu este nome porque o termo preferido para uma filosofia baseado na primazia da existência—existencialismo—já havia sido usado.
Rand caracterizou o Objetivismo como "uma filosofia para viver na terra", fundamentada na realidade, e destinada a definir a natureza humana e a natureza do mundo em que vivemos.
Minha filosofia, em essência, é o conceito do homem como um ser heroico, com sua própria felicidade como o propósito moral de sua vida, com a realização produtiva como sua atividade mais nobre e a razão como seu único absoluto.— Ayn Rand, A Revolta de Atlas

### Metafísica: realidade objetiva
A realidade existe independentemente da observação do ser humano, dos sentimentos, desejos, esperanças ou medos.
- A existência existe e é primária.
- A consciência humana é consciente da realidade.
- A é A - o que é, é - identidade.
- Toda entidade obedece a Lei da Causalidade: causa e efeito.

### Epistemologia: razão
A razão é o único meio para perceber a realidade, a única fonte de conhecimento, o único guia de ação e o meio básico de sobrevivência.
- Como todo conhecimento é baseado nos sentidos, eles são axiomáticos.
- Conceitos são formados omitindo medidas.
- Lógica: a arte de não-contradição.
- Indução: o processo mental de partir de fatos particulares e generalizá-los para formar novas ideias.
- Dedução: o processo mental de formar conclusões a partir de premissas; do abstrato ao concreto (particular).

### Ética: interesse próprio
O ser humano, cada um, é um fim em si mesmo e não um meio para o fim de outros humanos. Deve existir em função de seus próprios propósitos, não se sacrificando por outros nem sacrificando outros por ele.
- A primeira escolha de todo ser é a existência ou a não-existência e, por isto, a vida do ser humano é o seu padrão moral de vida. Sem ela, nenhum outro valor é possível.
- A racionalidade é a maior virtude; todas as outras derivam dela.
- Outras virtudes: produtividade, justiça, orgulho, independência, integridade, honestidade.

São sete virtudes no total.

### Política: direitos individuais e capitalismo
A defesa da liberdade individual da Rand integra elementos de toda a sua filosofia. Uma vez que a razão é o meio do conhecimento humano, é, portanto, o meio mais fundamental de sobrevivência de cada pessoa e é necessário para a obtenção de valores. O uso ou ameaça de força neutraliza o efeito prático da razão de um indivíduo, seja a força originada do Estado ou de um criminoso. Segundo Rand, "a mente do homem não funcionará na mira de uma arma". Portanto, o único tipo de comportamento humano organizado consistente com a operação da razão é o da cooperação voluntária. Persuasão é o método da razão. Por sua natureza, a notoriedade irracional não pode confiar no uso da persuasão e deve, em última análise, recorrer à força para prevalecer. Assim, Rand via a razão e a liberdade como correlatas, assim como via o misticismo e a força como corolários. Com base nessa compreensão do papel da razão, os Objetivistas sustentam que o início da força física contra a vontade de outro é imoral, como as iniciações indiretas da força através de ameaças, fraude, ou quebra de contrato. O uso de força defensiva ou de retaliação, por outro lado, é apropriado.
A liberdade, num sistema político onde os homens se tratam como negociantes livres, em trocas voluntárias, com mútuo benefício e nunca como vítimas e executores, senhores e escravos. Essa visão política é considerada precursora do Libertarismo.
- Cada pessoa sobrevive baseado na sua habilidade de exercitar e usar a razão. Para que isto seja possível, é preciso banir a iniciação de violência.
- O governo precisa proteger os direitos do indivíduo à sua vida, liberdade, propriedade e a busca da felicidade.
- Órgãos de um governo próprio: polícia, exército e cortes de leis.
- O governo tem de estar separado da: economia, religião, educação e ciência.
- Como um governo próprio financia suas atividades? Com, e somente com, doações voluntárias de seus cidadãos.

### Estética: juízos de valores metafísicos
A teoria objetivista da arte flui de sua epistemologia, por meio da "psico-epistemologia" (termo da Rand para o modo característico de funcionamento de um indivíduo na aquisição de conhecimento). A arte, de acordo com o objetivismo, atende a uma necessidade cognitiva humana: permite aos seres humanos apreender conceitos como se fossem percepções. O objetivismo define "arte" como uma "recriação seletiva da realidade de acordo com os juízos de valores metafísicos de um artista"—isto é, de acordo com o que o artista acredita ser, em última análise, verdadeiro e importante sobre a natureza da realidade e da humanidade. Nesse aspecto, o Objetivismo considera a arte como uma forma de apresentar concretamente abstrações, na forma perceptiva.

## Impacto intelectual
De acordo com um biógrafo da Rand, a maioria das pessoas primeiro leu as obras da Rand em seus "anos de formação". O ex-pupilo da Rand, Nathaniel Branden, se referiu ao "apelo especialmente poderoso da Rand aos jovens". Enquanto Onkar Ghate, do Instituto Ayn Rand, disse que Rand "apela ao idealismo da juventude". Este apelo tem alarmado uma série de críticos da filosofia. Muitos desses jovens mais tarde abandonam sua visão positiva da Rand e dizem que "superaram" suas ideias. Os defensores do trabalho da Rand reconhecem o fenômeno, mas atribuem isso à perda do idealismo juvenil e à incapacidade de resistir às pressões sociais para a conformidade intelectual. Em contraste, a historiadora Jennifer Burns, escrevendo em Goddess of the Market (Deusa do Mercado) (2009), diz que alguns críticos "rejeitam Rand como uma pensadora superficial apelando apenas aos adolescentes", embora ela ache que os críticos "sentem falta de seu significado" como uma "droga de entrada" para políticas de direita.
Os filósofos acadêmicos geralmente rejeitaram o objetivismo desde que Rand o apresentou pela primeira vez. O objetivismo tem sido chamado de "ferozmente antiacadêmico" por causa da crítica da Rand aos intelectuais contemporâneos. David Sidorsky, professor de filosofia moral e política da Universidade de Columbia, diz que o trabalho da Rand está "fora do mainstream" e é mais um movimento ideológico do que uma filosofia bem fundamentada. O filósofo britânico Ted Honderich observa que ele excluiu deliberadamente um artigo sobre Rand de The Oxford Companion to Philosophy (Rand é, no entanto, mencionada no artigo sobre filosofia popular de Anthony Quinton). Rand é o assunto de entradas na Stanford Encyclopedia of Philosophy, The Dictionary of Modern American Philosophers, a Internet Encyclopedia of Philosophy, The Routledge Dictionary of Twentieth-Century Political Thinkers , e The Penguin Dictionary of Philosophy. Uma listagem da Rand também aparece na Routledge Encyclopedia of Philosophy (Enciclopédia Routledge de Filosofia), apresentando a avaliação, "A influência das ideias da Rand foi mais forte entre os estudantes universitários nos EUA, mas atraiu pouca atenção dos filósofos acadêmicos. Sua defesa franca do capitalismo em obras como Capitalismo: O Ideal Desconhecido (1967), e sua caracterização de sua posição como uma defesa da "virtude do egoísmo" em sua coleção de ensaios do mesmo título publicada em 1964, também trouxe notoriedade, mas manteve-a fora do mainstream intelectual".
Nas últimas décadas, os trabalhos da Rand são mais prováveis de serem encontrados em sala de aula. A Ayn Rand Society (Sociedade Ayn Rand), dedicada a fomentar o estudo acadêmico do Objetivismo, é afiliada à Divisão Leste da Associação Filosófica Americana. O estudioso de Aristóteles e Objetivista Allan Gotthelf, presidente da Sociedade, e seus colegas defenderam um estudo mais acadêmico do Objetivismo, considerando a filosofia como uma defesa única e intelectualmente interessante do liberalismo clássico que vale a pena debater. Em 1999, um referenciado Journal of Ayn Rand Studies (Jornal de Estudos da Ayn Rand) começou. Em 2006, a Universidade de Pittsburgh realizou uma conferência com foco no Objetivismo. Programas e bolsas para o estudo do Objetivismo foram apoiados na Universidade de Pittsburgh, Universidade do Texas em Austin e Universidade da Carolina do Norte em Chapel Hill.

### Trabalhos citados
- Badhwar, Neera; Long, Roderick T. (5 de julho de 2012).  Zalta, Edward N. (ed), ed. «Ayn Rand». Stanford Encyclopedia of Philosophy. Consultado em 30 de dezembro de 2014
- Barry, Norman P. (1987). On Classical Liberalism and Libertarianism. New York: St. Martin's Press. ISBN 0-312-00243-2. OCLC 14134854
- Bernstein, Andrew (2009). Objectivism in One Lesson: An Introduction to the Philosophy of Ayn Rand. Lanham, Maryland: Hamilton Books. ISBN 0-7618-4359-0
- Binswanger, Harry (1990). The Biological Basis of Teleological Concepts. Los Angeles, California: Ayn Rand Institute Press. ISBN 0-9625336-0-2
- Branden, Barbara (1987). The Passion of Ayn Rand. New York, New YOrk: Anchor Books. ISBN 0-385-24388-X
- Burns, Jennifer (2009). Goddess of the Market: Ayn Rand and the American Right. New York: Oxford University Press. ISBN 978-0-19-532487-7. OCLC 313665028
- Den Uyl, Douglas; Rasmussen, Douglas B., eds. (1984). The Philosophic Thought of Ayn Rand. [S.l.]: University of Illinois Press. ISBN 0-252-01407-3
- Gladstein, Mimi Reisel (1999). The New Ayn Rand Companion. Westport, Connecticut: Greenwood Press. ISBN 0-313-30321-5. OCLC 40359365
- Gladstein, Mimi Reisel (2009). Ayn Rand. Col: Major Conservative and Libertarian Thinkers series. New York: Continuum. ISBN 978-0-8264-4513-1. OCLC 319595162
- Gotthelf, Allan (2000). On Ayn Rand. [S.l.]: Wadsworth Publishing. ISBN 978-0-534-57625-7
- Gotthelf, Allan & Lennox, James G., eds. (2010). Metaethics, Egoism, and Virtue: Studies in Ayn Rand's Normative Theory. Col: Ayn Rand Society Philosophical Studies. Pittsburgh: University of Pittsburgh Press. ISBN 978-0-8229-4400-3. OCLC 617508678
- Heyl, Jenny A. (1995). «Ayn Rand (1905–1982)». In:  Waithe, Mary Ellen (ed). Contemporary Women Philosophers: 1900–today. Col: A History of Women Philosophers series. Boston: Kluwer Academic Publishers. pp. 207–24. ISBN 0-7923-2808-6. OCLC 30029022
- Hicks, Stephen R. C. (7 de julho de 2005). «Ayn Rand (1905-1982)». Internet Encyclopedia of Philosophy. Consultado em 15 de março de 2011
- Holzer, Erika (2005). Ayn Rand: My Fiction Writing Teacher. Indio, California: Madison Press. ISBN 0-615-13041-0. OCLC 70662150
- Honderich, Ted (2005). The Oxford Companion to Philosophy. New York: Oxford University Press. ISBN 0-19-926479-1
- Kelley, David (1986). The Evidence of the Senses: A Realist Theory of Perception. Baton Rouge, Louisiana: Louisiana State University Press. ISBN 0-8071-1268-2
- Kelley, David (2001). A Theory of Abstraction. [S.l.]: The Objectivist Center. ISBN 1-57724-062-6
- Kukathas, Chandran (1998). «Rand, Ayn (1905–82)». In:  Craig, Edward (ed). Routledge Encyclopedia of Philosophy. 8. New York: Routledge. pp. 55–56. ISBN 0-415-07310-3. OCLC 318280731
- Machan, Tibor R. (2000). Ayn Rand. Col: Masterworks in the Western Tradition. New York: Peter Lang Publishing. ISBN 0-8204-4144-9. OCLC 41096316
- Peikoff, Leonard (1991). Objectivism: The Philosophy of Ayn Rand. New York: Dutton. ISBN 0-452-01101-9
- Quinton, Anthony (2005). «Popular philosophy». In:  Honderich, Ted. The Oxford Companion to Philosophy 2nd ed. New York: Oxford University Press. ISBN 978-0-19-926479-7
- Rand, Ayn (1992) [1957]. Atlas Shrugged 35th anniversary ed. New York: Dutton. ISBN 0-525-94892-9
- Rand, Ayn (1961). For the New Intellectual. New York: Random House
- Rand, Ayn (1964). The Virtue of Selfishness paperback ed. New York: Signet. ISBN 0-451-16393-1
- Rand, Ayn (1967) [1966]. Capitalism: The Unknown Ideal paperback 2nd ed. New York: Signet
- Rand, Ayn (1982).  Peikoff, Leonard, ed. Philosophy: Who Needs It paperback ed. New York: Signet. ISBN 0-451-13249-1
- Rand, Ayn (1990).  Binswanger, Harry & Peikoff, Leonard, eds. Introduction to Objectivist Epistemology second ed. New York: Meridian. ISBN 0-452-01030-6. OCLC 20353709
- Rand, Ayn (1971). The Romantic Manifesto paperback ed. New York: Signet. OCLC 733753672
- Rand, Ayn (2005).  Mayhew, Robert, ed. Ayn Rand Answers, the Best of Her Q&A. New York: New American Library. ISBN 0-451-21665-2. OCLC 59148253
- Rand, Ayn; Peikoff, Leonard (1982). The Ominous Parallels: The End of Freedom in America. New York: Stein and Day. ISBN 0-8128-2850-X
- Salmieri, Gregory & Gotthelf, Allan (2005). «Ayn Rand». In:  Shook, John (ed). The Dictionary of Modern American Philosophers. London: Thoemmes Continuum. ISBN 1-84371-037-4
- Sciabarra, Chris Matthew (1995). Ayn Rand: The Russian Radical. University Park, Pennsylvania: Pennsylvania State University Press. ISBN 0-271-01440-7. OCLC 31133644
- Sciabarra, Chris Matthew (2013). Ayn Rand: The Russian Radical. University Park, Pennsylvania: Pennsylvania State University Press. ISBN 978-0-271-06227-3. OCLC 853618653
- Smith, Tara (2000). Viable Values: A Study of Life as the Root and Reward of Morality. Lanham, Maryland: Rowman & Littlefield. ISBN 0-8476-9760-6. OCLC 42397381
- Smith, Tara (2006). Ayn Rand's Normative Ethics: The Virtuous Egoist. New York: Cambridge University Press. ISBN 0-521-86050-4. OCLC 60971741
- Smith, Tara (1997). Moral Rights and Political Freedom. Lanham, Maryland: Rowman & Littlefield. ISBN 0-8476-8026-6. OCLC 31710378
- Stevens, Jacqueline (1998). «Ayn Rand». In:  Benewick, Robert & Green, Philip (eds). The Routledge Dictionary of Twentieth-Century Political Thinkers 2nd ed. London: Routledge. pp. 263–64. ISBN 0-415-15881-8
- Torres, Louis & Kamhi, Michelle Marder (2000). What Art Is: The Esthetic Theory of Ayn Rand. Chicago: Open Court Publishing. ISBN 0-8126-9372-8. OCLC 43787446
- Touchstone, Kathleen (2006). Then Athena Said: Unilateral Transfers and the Transformation of Objectivist Ethics. Lanham, Maryland: University Press of America. ISBN 0-7618-3519-9. OCLC 70783649